# Prados Redondos
Prados Redondos – gmina w Hiszpanii, w prowincji Guadalajara, w Kastylii-La Mancha, o powierzchni 53,43 km². W 2011 roku gmina liczyła 95 mieszkańców.